# Peter’s Friends
Peter’s Friends (Verweistitel: Peter’s Friends – Freunde sind die besten Feinde) ist ein britischer Film von Regisseur Kenneth Branagh aus dem Jahr 1992 nach einem Drehbuch von Rita Rudner und ihrem Mann Martin Bergman. Kenneth Branagh war zudem Produzent und übernahm die Rolle des Andrew Benson.

## Handlung
Am Neujahrswochenende versammeln sich Peters Freunde in seinem kürzlich geerbten Landsitz. Vor zehn Jahren traten sie alle zusammen in einer Comedy-Truppe der Universität Cambridge auf, danach gingen ihre Wege auseinander. Andrew wurde Drehbuchautor in Hollywood und heiratete die Sitcom-Darstellerin Carol, die er zum Treffen der Freunde mitbringt. Roger und Mary haben geheiratet und arbeiten erfolgreich als Jingle-Schreiber. Die attraktive Kostümdesignerin Sarah bringt ihren neuen Freund Brian mit. Die exzentrische Maggie, die im Verlagsgeschäft arbeitet, kommt allein. Die beiden „Außenseiter“ des Treffens, Carol und der etwas flegelhafte Brian, bilden einen starken Kontrast zu den Cambridge-Absolventen.
Nach dem Tod seines Vaters weiß Peter nicht, was er mit dem geerbten Haus machen soll. Er trägt bis zuletzt seinen HIV-positiven Befund mit sich herum, bis er schließlich kurz nach Mitternacht am Neujahrstag seinen Freunden die Wahrheit erzählt. Die Haushälterin Vera steht sowohl Peter als auch seinen Freunden zurückhaltend bis ablehnend gegenüber, reagiert aber auf die Nachricht von Peters HIV-Infektion mit freundschaftlicher Geste und moralischer Unterstützung. Die einsame Maggie will Peter davon überzeugen, dass er sie heiraten sollte. Carol tröstet sie und versucht ihre äußere Erscheinung aufzubessern. Die „neue“ Maggie verführt den siebzehnjährigen Paul, Veras Sohn.
Andrew und Carol sind Anonyme Alkoholiker, ihre dreijährige Ehe steckt in einer Krise. Carol reist alleine zu einem kurzfristigen Filmangebot ab, was Andrew dazu veranlasst, wieder zum Alkohol zu greifen. Sarahs Freund Brian hat seine Frau verlassen, revidiert seine Entscheidung jedoch – auch aufgrund von Sarahs ablehnender Reaktion – und wird von seiner Frau abgeholt. Roger und Mary verarbeiten eine persönliche Tragödie, den Tod eines ihrer Zwillinge, die aufgrund von Marys irrationaler Angst um den überlebenden Zwilling beginnt ihre Ehe zu gefährden. Sie finden jedoch wieder zueinander.

## Hintergrund
Ein Großteil der Darsteller waren tatsächlich Kommilitonen, die zusammen die Universität Cambridge besuchten. Hugh Laurie, Stephen Fry, Emma Thompson, und Tony Slattery waren Mitglieder der Cambridge Footlights, einer studentischen Comedy-Truppe, ähnlich der, die im Film porträtiert wird. Martin Bergman, Drehbuchautor und Ehemann der Darstellerin und Drehbuchautorin Rita Rudner, war ebenfalls Mitglied der Footlights. Rita Rudners lieferte, gemeinsam mit Martin Bergman, mit Peter’s Friends ihr erstes Drehbuch.
Als der Film produziert wurde, war Kenneth Branagh mit Emma Thompson verheiratet, die an der Universität eine Beziehung zu Hugh Laurie hatte. Phyllida Law ist die Mutter von Emma Thompson.
Phyllida Law, Richard Briers (der in Peter’s Friends einen Cameo-Auftritt als Peters Vater hat), Imelda Staunton und Alex Lowe spielten im folgenden Jahr mit Kenneth Branagh und Emma Thompson in Branaghs Shakespeare-Adaption Viel Lärm um nichts. Hugh Laurie und Imelda Staunton spielten 1995 im Film Sinn und Sinnlichkeit nach dem Drehbuch von Emma Thompson erneut ein verheiratetes Paar. Hugh Laurie trat zudem mit Stephen Fry in vielen Fernsehshows auf, insbesondere in A Bit of Fry & Laurie und Jeeves and Wooster.

## Kritiken
Desson Howe verglich Peter’s Friends in der Washington Post vom 25. Dezember 1992 mit Der große Frust. Der Film habe Elemente der Liebeskomödien von Shakespeare, der französischen Farce und amerikanischen Sitcoms, doch wirken die Charakterentwicklungen „gekünstelt“. Der Soundtrack wirke „zusammengewürfelt, um möglichst vielen Zuschauern zu gefallen“. Er lobte die Leistung von Emma Thompson, die trotz einer eindimensionalen Figur Anmut verströme und ein scharfes Gespür für Tragikomödie zeige.
Laut dem Lexikon des internationalen Films ist Peter’s Friends ein „ausgezeichneter Film über Freundschaft und Liebe, durchzogen von subtilem Humor, der auch die galligsten Szenen noch abmildert.“ Zum „intellektuellen Kinovergnügen“ trügen „hervorragende Darsteller und ein ausgezeichnetes Buch“ bei.

## Auszeichnungen
1993 wurde Emma Thompson bei der Vergabe der Evening Standard British Film Awards als Beste Darstellerin ausgezeichnet. Der Film wurde mit dem Peter Sellers Award for Comedy prämiert und erhielt 1994 als Bester europäischer Film eine Nominierung für den Goya. Das National Board of Review setzte ihn auf Platz 8 der Top-Ten-Filme des Jahres 1992.

## Soundtrack
Der Soundtrack enthält viele Künstler der 1980er Jahre, darunter Tears for Fears (das Lied Everybody Wants to Rule the World ist im Vorspann zu hören), The Pretenders und Bruce Springsteen. Im Soundtrack ist jedoch nicht die im Film aufgeführte Darbietung des Klassikers The Way You Look Tonight von Jerome Kern enthalten.